# Natalie Dreyfuss
Natalie Dreyfuss (Los Angeles, 25 februari 1987) is een Amerikaans actrice. Ze speelde onder andere in de televisieseries Burn Notice, The Shield en The Flash.

## Biografie
Natalie Dreyfuss is de dochter van Kathy Kann, een werknemer van Hollywood, en acteur Lorin Dreyfuss. Daarnaast is ze de nicht van acteur Richard Dreyfuss. Haar vaders kant is joods. Dreyfuss acteerde al op tweejarige leeftijd toen ze een gastrol had in Let It Ride. Hierin speelde ze samen met haar oom. Dreyfuss volgde de Rock School in Philadelphia. In 2007 had ze haar eerste grotere rollen in afleveringen van Burn Notice en Life. In de sitcom Rita Rock speelde Dreyfuss een van de hoofdrollen naast onder andere Nicole Sullivan. In 2010 was ze te zien in een aflevering van Lie to Me en had ze een bijrol in Glory Daze. Een jaar later speelde Dreyfuss in de televisieserie Weeds en in 2012 had ze gastrollen in New Girl en House. Hierna volgden rollen in 2 Broke Girls en The Originals. In 2020 speelde Dreyfuss het personage Sue Dearbon in The Flash. Hier speelde ze naast Hartley Sawyer die na racistische tweets werd ontslagen uit de serie. Dreyfuss' rol als tegenspeler van Sawyer werd mede hierdoor ingekrompen.

## Filmografie

### Films
| Jaar | Titel                              | Rol               | Opmerkingen       |
| ---- | ---------------------------------- | ----------------- | ----------------- |
| 2007 | National Treasure: Book of Secrets | Boos schoolmeisje | [ 5 ]             |
| 2008 | Chidless                           | Katherine         | [ 6 ] [ 7 ] [ 8 ] |
| 2012 | Excision                           | Abigail           |                   |
| 2022 | A Snapshot of Forever              | Jessie Brookers   |                   |

### Televisie
| Jaar      | Titel                                    | Rol                       | Extra            |
| --------- | ---------------------------------------- | ------------------------- | ---------------- |
| 2007      | Burn Notice                              | Sophie Stagner            | 1 afl.           |
| 2007      | Life                                     | Tiffany Sloan             | 1 afl.           |
| 2008-09   | Rita Rocks                               | Hallie Clemens            | Hoofdrol         |
| 2008      | The Nanny Express                        | Emily Chandler            | Televisiefilm    |
| 2008      | The Shield                               | Agnes Billings            | 1 afl.           |
| 2010      | Lie to Me                                | Molly                     | 1 afl.           |
| 2010-11   | Glory Daze                               | Julie                     | Terugkerende rol |
| 2012      | House                                    | Courtney                  | 1 afl.           |
| 2012-13   | The Secret Life of the American Teenager | Chloe                     | Terugkerende rol |
| 2013      | True Blood                               | Braelyn Bellefleur        | 2 afl.           |
| 2013      | We Are Men                               | Lizzy                     | 1 afl.           |
| 2014-2015 | The Originals                            | Cassie / Esther Mikaelson | Terugkerende rol |
| 2014      | 2 Broke Girls                            | Hillary Waldare           | 1 afl.           |
| 2019      | The Dating List                          | Abby Morel                | Televisiefilm    |
| 2021      | Fixing Up Christmas                      | Holly                     | Televisiefilm    |
| 2020-23   | The Flash                                | Sue Dearbon               | Terugkerende rol |